# 皆実町二丁目停留場
皆実町二丁目停留場（みなみまちにちょうめていりゅうじょう、皆実町二丁目電停）は、広島県広島市南区皆実町にある広島電鉄皆実線の停留場である。駅番号はH05。

## 歴史
皆実町二丁目停留場は太平洋戦争下の1944年（昭和19年）12月、皆実線の開通と同時に開設された。しかし開設から2か月後の1945年（昭和20年）2月には営業を休止する。さらに同年の8月6日には、広島市への原子爆弾投下により皆実線自体も全線が不通となっている。皆実線が被爆から復旧し運転を再開したのは1948年（昭和23年）7月のことで、当停留場もこのときまでに休止状態が解かれ、営業を再開した。

### 年表
- 1944年（昭和19年）12月27日：開業[2]。
- 1945年（昭和20年）2月1日：営業休止[2]。
- 1948年（昭和23年）7月1日：皆実線が被爆から復旧、停留場も営業再開[2]。
- 1996年（平成8年）10月：駅番号「H8」を付与[3]。
- 2025年（令和7年）8月3日：駅番号を「H05」へ変更[4]。

## 停留場構造
皆実線の軌道は道路上に敷かれた併用軌道であり、当停留場も道路上にホームが設けられている。ホームは低床式で2面あり、南北方向に伸びる2本の線路を挟んで配置されている。ただし互いのホーム位置は南北方向にずれていて、北に的場町方面へ向かう上りホーム、南に皆実町六丁目方面へ向かう下りホームがある。

### 運行系統
当停留場には広島電鉄で運行されている系統のうち、5号線のみが乗り入れている。
| 下りホーム | 5号線 | 広島港（宇品）ゆき・宇品二丁目ゆき・皆実町六丁目ゆき |
| 上りホーム | 5号線 | 広島駅ゆき                                           |

## 停留場周辺
西には広島ガスの本社があり、少し歩くと京橋川の土手に出る。周囲に大きな建造物は少なく、住居や店舗が立ち並ぶ。
近くには皆実町二丁目バス停があり、広島バス26号線が停車するが、同路線は片回りなので旭町方面へ向かう便のみが停車する。
- 広島市立皆実小学校
- 皆実町児童公園
- 皆実町郵便局
- 広島陸軍被服支廠

## 隣の停留場
広島電鉄
皆実線
南区役所前停留場 (H04) - 皆実町二丁目停留場 (H05) - 皆実町六丁目停留場 (U09)